# Philip Kwame Apagya
Philip Kwame Apagya (geboren 1958) ist ein ghanaischer Fotograf und Künstler, der in seinen Arbeiten Hintergrundkulissen einsetzt.

## Leben
Bereits sein Vater war Fotograf, und er lernte bei ihm dessen Handwerk, bevor ihm das Studium am Polytechnikum gestattet wurde. Er studierte dann in Accra Fotojournalismus und interessierte sich für Malerei.
Die Schwarz-Weiß-Studiofotografie lehnte er ab und verwendete stattdessen selbst gestaltete und äußerst farbenfrohe („kitschige“) Fotokulissen, vor denen er dann seine Akteure positioniert. Diese Integration von Pop Art in seine Werke brachte ihm den Ruf als Erneuerer der afrikanischen Studiofotografie ein. Er betreibt im ghanaischen Küstenort Shama das Studio P. K. Normal Photo.